# 2013年捷克總統選舉
2013年捷克總統選舉於2013年1月11日至12日進行首輪投票，是捷克歷史上首次總統直選。在首輪投票中沒有任何一位候選人沒有贏得過半數選票，因此首輪得票最多的米洛什·泽曼和來自傳統、責任、繁榮黨的卡雷尔·施瓦岑贝格（時任副總理兼外長）進入1月25日和26日舉行的次輪投票，最終米洛什·澤曼以54.8%的得票率當選。